# Kangjia
Le kangjia est une  langue mongole parlée dans la préfecture autonome tibétaine de Huangnan, dans la province du Qinghai, en Chine.

Les Kangjia, qui ne sont que 487, sont comptés parmi la nationalité Hui.

## Phonologie
Les tableaux présentent les phonèmes du kangjia.

### Voyelles
|         | Antérieure  | Centrale      | Postérieure |
| ------- | ----------- | ------------- | ----------- |
| Fermée  | i [i] y [y] | ʉ [ʉ]         | ɯ [ɯ] u [u] |
| Moyenne | e [e]       | ə [ə] ə˞ [ə˞] | ɵ [ɵ]       |
| Ouverte |             | a [a]         | ɔ [ɔ]       |

### Consonnes
|               |               | Bilabiale | Dentale | Latérale | Rétroflexe | Palatale | Vélaire | Uvulaire | Glottale |
| ------------- | ------------- | --------- | ------- | -------- | ---------- | -------- | ------- | -------- | -------- |
| Occlusives    | Sourdes       | p [p]     | t [t]   |          |            |          | k [k]   | q [q]    |          |
| Occlusives    | Sonore        | b [b]     | d [d]   |          |            |          | g [g]   | ɢ [ɢ]    |          |
| Fricatives    | Sourde        | f [ɸ]     | s [s]   |          | ʂ [ʂ]      | ʃ [ʃ]    |         | χ [χ]    | h [h]    |
| Fricatives    | Sonore        | v [v]     | z [z]   |          | ʐ [ʐ]      |          | ɣ [ɣ]   | ʁ [ʁ]    |          |
| Affriquées    | Sourdes       |           | ts [t͡s] |          | tʂ [t͡ʂ]    | tʃ [t͡ʃ]  |         |          |          |
| Affriquées    | Sonore        |           |         |          | dʐ [d͡ʐ]    | ʤ [d͡ʒ]   |         |          |          |
| Nasales       | Nasales       | m [m]     | n [n]   |          |            |          | ŋ [ŋ]   |          |          |
| Liquides      | Liquides      |           | r [r]   | l [l]    |            |          |         |          |          |
| Semi-voyelles | Semi-voyelles |           |         |          |            | j [j]    |         |          |          |

## Morphologie

### Les numéraux
Les numéraux de un à dix du kangjia sont typiquement mongols:
| Un          | Deux | trois       | quatre | cinq  | six    | sept         | huit  | neuf  | dix  |
| ----------- | ---- | ----------- | ------ | ----- | ------ | ------------ | ----- | ----- | ---- |
| niɣe ~ niχɔ | ɢuar | gurɔ ~ ɢurɔ | derɔ   | tavun | ʤirʁun | danlɔ ~ dɔlɔ | neimɔ | jasun | harɔ |